# Hendrik Geerts Maathuis
Hendrik Geerts Maathuis (ook Hindrik Geerts Maathuis) (Kolham, gedoopt 11 november 1792 - Groningen, 12 november 1870) was een Nederlandse burgemeester.

## Leven en werk
Maathuis werd in 1792 in Kolham geboren als zoon van de houtkoper Geert Maathuis en van Grietje Cornelius. In 1845 volgde hij zijn zwager Aries Nanning Dijkhuizen op als burgemeester van Slochteren. In 1856 werd hij weer opgevolgd door zijn neef en zoon van zijn voorganger Geerardus Dijkhuizen. Maathuis overleed in november 1870 op 77-jarige leeftijd in zijn woonplaats Groningen.
Hendrik Geerts Maathuis was ongehuwd. Hij was de eigenaar van de in 1738 gebouwde en in 1902 afgebroken zaagmolen De Goede Hoop in Foxhol.